# Condado de Clark (Kentucky)
El condado de Clark (en inglés: Clark County) es un condado en el estado estadounidense de Kentucky. En el censo de 2000 el condado tenía una población de 33.144 habitantes. Forma parte del área metropolitana de Lexington–Fayette. La sede de condado es Winchester. El condado fue fundado en 1793 y fue nombrado en honor a George Rogers Clark, quien luchó en la Guerra de Independencia de los Estados Unidos.

## Geografía

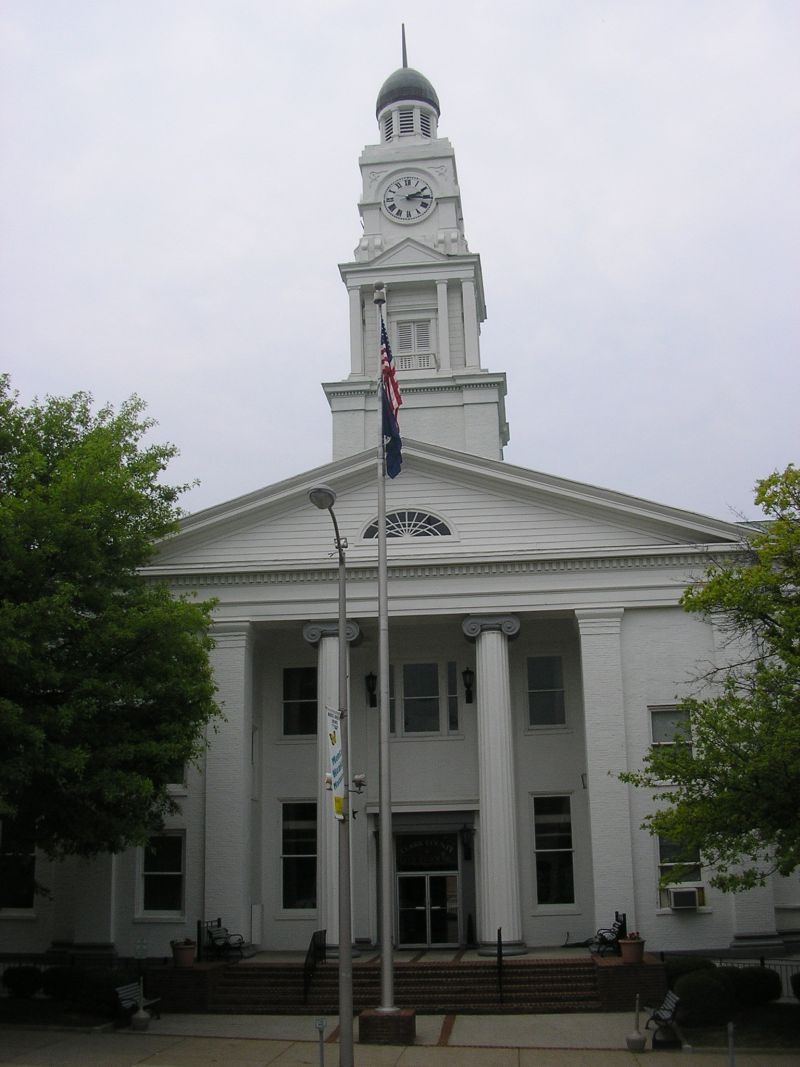
Juzgado del condado de Clark en Winchester.

Según la Oficina del Censo, el condado tiene un área total de 660 km² (255 sq mi), de la cual 658 km² (254 sq mi) es tierra y 2 km² (1 sq mi) (0,33%) es agua.

### Condados adyacentes
- Condado de Bourbon (norte)
- Condado de Montgomery (noreste)
- Condado de Powell (sureste)
- Condado de Estill (sureste)
- Condado de Madison (suroeste)
- Condado de Fayette (noroeste)

## Demografía
En el  censo de 2000, hubo 33.144 personas, 13.015 hogares y 9.553 familias residiendo en el condado. La densidad poblacional era de 130 personas por milla cuadrada (50/km²). En el 2000 había 13.749 unidades unifamiliares en una densidad de 54 por milla cuadrada (21/km²). La demografía del condado era de 93,60% blancos, 4,77% afroamericanos, 0,17% amerindios, 0,20% asiáticos, 0,01% isleños del Pacífico, 0,53% de otras razas y 0,71% de dos o más razas. 1,19% de la población era de origen hispano o latino de cualquier raza. 
La renta promedio para un hogar del condado era de $39.946 y el ingreso promedio para una familia era de $45.647. En 2000 los hombres tenían un ingreso medio de $35.774 versus $24.298 para las mujeres. La renta per cápita para el condado era de $19.170 y el 10,60% de la población estaba bajo el umbral de pobreza nacional.

## Ciudades y pueblos
- Becknerville
- Bloomingdale
- Winchester